# Swami Narayanananda
Swami Narayanananda (født 12. april 1902, død 26. februar 1988) blev født i en landsby i Coorg, Karnataka, i det sydlige Indien.[kilde mangler] Fra en tidlig alder dyrkede han regelmæssig meditation. Efter at have færdiggjort studierne, gav han afkald på verden i 1929 og tilsluttede sig Ramakrishna-missionen.[kilde mangler] Efter nogle få år tog han til Himalaya og dyrkede intens meditation. I 1933 opnåede han tilstanden nirvikalpa samadhi (transcendental bevidsthed eller nirvana).[kilde mangler] Herefter levede han tilbagetrukket i mange år, studerede sindets funktioner og skrev bøger om spiritualitet. Især efter delingen af Indien i 1947 og grusomhederne i den forbindelse, "smeltede hans hjerte, så at sige", og han skrev nogle flere bøger.
Disse bøger blev langsomt udgivet og spredte sig også til vestlige lande. Han begyndte at tage disciple. Især fik han mange disciple i Danmark. I 1971 tog han for første gang til Danmark, og fortsatte med at besøge landet hvert år 5-7 måneder indtil 1987.[kilde mangler] En ashrama (et kloster) blev etableret i Gylling nær Horsens Fjord og er i dag hoved-centeret for hans bevægelse. Ashramaer blev også grundlagt i Indien, Sverige, Tyskland, Norge og USA.[kilde mangler]
Bøgerne blev først trykt og udgivet i Rishikesh, Indien, og senere trykt og udgivet fra Gylling-ashramaen, Danmark (Narayana Press).
Swami Narayanananda gik bort i Mysore, Indien, i 1988, i en alder af 85 år.[kilde mangler]

## Lære
Swami Narayanananda kaldte sin lære Den Universelle Religion, hvilket indebærer at den beskæftiger sig med Sandheden, uafhængig af samfundslag, religion, køn, nationalitet, race osv. Han giver vejledning til åndeligt søgende mennesker. Han betoner moral og etik som basis for åndelig udvikling, og lægger særlig vægt på seksuel sublimering, og cølibat eller (for (ægte)par) mådehold i seksuallivet, som midler til at opretholde og forbedre fysisk, mental og åndelig sundhed. Hans værker omhandler i øvrigt emner vedrørende yoga, filosofi, psykologi, religion, spiritualitet, meditation og kundalini shakti (menneskets urkraft).

## Film
- Yoga. En vej til lykke. Det Danske Filmmuseum. Hagen Hasselbalch, 1975, 50 min. https://www.danmarkpaafilm.dk/film/yoga-en-vej-til-lykke
- En længere udgave af samme (83 min., engelsksproget): https://www.danmarkpaafilm.dk/film/yoga